# Манфред (юдик Галлури)
Манфред (італ. Manfredi di Gallura; д/н — бл. 1040) — перший відомий юдик (володар) Галлурського юдикату у 1016/1020—1040 роках.

## Життєпис
Ймовірно, належав до гілки роду Обертенгів, що володіли маркізатом Масса (від Адальберто III, третього сина Оберто I, маркіза Мілана).
На належність до Обертенгів вказує те, що у 1019 і 1021 роках відповідно згадуються стриєчні брати Уго («Ugonus…marchio Masse domino de Corsica et judex Calaritanus») і Вільгельм («Dominus Guglielmus marchio et dominus in Corsica judex Calaritanus») з роду ді Масса, які отримали від імператора Генріха II титули юдиків Кальярі. Територія Галлури до 1116 року, тобто вторгнення арабів з Денійської тайфи, була частиною Кальярського юдикату.
Втім Уго і Вільгельм не змогли отримати фактичної влади в Кальярі через протидію Маріано I. Тому ймовірно близько 1020 року змогли закріпитися в Ольбії, що стала базою на півночі Сардинії (в подальшому центром Галлури). Сам Манфред був якимось родичем Уго і Вільгельма. Але оскільки серед родини Обертенгів осіб з таким ім'ям не було, то висловлюється слушна думка, що Галлура могла дістатися родичу Уго — Манфреду II, маркграфу Турину, що одружився з Бертою з роду Обертенгів. До того ж дата смерті Манфреда Галлурського збігається з часом смерті Манфреда II Туринського — 1040—1041 роки. Ще одним фактом на користь цього вважається, що останній не мав синів, тому, ймовірно, юдикат перейшов до брата чи небожа Берти Обертенг, яка померла в цей самий час також. Ним став Убальдо I.